# Lotus Manuscript
Lotus Manuscript var (er) et DOS-baseret tekstbehandlingsprogram fra Lotus Development fra 1986.
Netop Manuscript er et af de programmer, der har dannet grundlag for udviklingen af funktioner i senere tekstbehandlingsprogrammer. Lotus Manuscript var et tekstbehandlingsprogram der var rettet mod fremstillingen af tekniske og komplekse dokumenter og som kan ses som forud for sin tid. Hvor Word og WordPerfect "bare" var værktøjer at fremstille dokumenter (typisk breve og notater) gik Manuscript langt ud over det simple. Programmet havde i version 1.0 så få fejl, at Lotus i 1987 kunne udsende version 2.0 uden mellemliggende versioner med fejlretning. Manuscript appellerede bl.a. med sin mulighed for at at skrive ligninger direkte i dokumenterne, sin stavekontrol og synonymordbog og for at indlejre grafik til ingeniører, videnskabsmænd og forskere og Manuscript blev i sit korte liv og det foretrukne valg hos professorer med behov for teknisk tekstbehandling.
Manuscript var komplekst og havde en meget stejl indlæringskurve og slog aldrig rigtigt an på markedet, men både Word og WordPerfect gjorde i de følgende år meget for at indføre en række af de funktioner, der var blevet introduceret med Manuscript. I 1989 blev Manuscript afløst af Ami Pro.